# Delirium tremens
Se denomina delirium tremens —locución en latín que significa "delirio tembloroso"— al síndrome de abstinencia del alcohol; propiamente se trata de la tercera fase, la más aguda de este síndrome. Al parecer, también puede darse como complicación en una intoxicación por benzodiacepinas o barbitúricos.
Delirium tremens ó "DT" fue descrito por primera vez en 1813. Es un episodio agudo de delirio causado frecuentemente por el síndrome de abstinencia del alcohol. Las benzodiacepinas se usan como tratamiento paliativo para evitarse el DT cuando se interna al individuo alcohólico en centros de rehabilitación.  
El síndrome de abstinencia de otros medicamentos sedativos o hipnóticos como benzodiacepinas y barbitúricos también pueden causar convulsiones, DT y la muerte si no son administrados de manera apropiada.
Sin embargo, el síndrome de abstinencia de otros medicamentos o drogas no hipnóticas o sedativas como por ejemplo la Cafeína o la Cocaína no tienen tales complicaciones médicas y no resultan ser fatales, mientras que las reacciones de dependencia física creadas por el síndrome de abstinencia en alcohol sí pueden causar la muerte. Frecuentemente, estas reacciones conducen a efectos físicos como palpitaciones, sudoración, escalofríos, convulsiones y muerte si no son tratados.
El DT solo ocurre en pacientes con una historia clínica que resulta en alcoholismo. En el caso de las benzodiacepinas no es necesario un periodo de toma tan largo como con el alcohol para que ocurra un síndrome que cursa de manera similar al DT. 
En Estados Unidos, menos del 50% al 60% de los alcohólicos presentan algún síntoma significativo de síndrome de abstinencia tras la interrupción de ingesta de alcohol, y de estos solo un 5% de los casos presentaron síntomas agudos por abstinencia a alcohol que evolucionaron en DT.  
A diferencia del síndrome de abstinencia asociado a opiáceos, el DT (y la abstinencia alcohólica en general) alcanza una mortalidad de un 10-15% en pacientes con tratamiento médico, y de un 30-35% en pacientes sin tratar. 
También, junto con los anteriores síntomas mencionados, el síndrome de abstinencia alcohólico suele estar acompañado de hiperirritabilidad y alucinaciones causadas mayoritariamente por una deficiencia en Magnesio, Vitamina B1, Vitamina B6 y/o Vitamina B12. Se cree que los incrementos en la Dopamina pueden estar relacionados con dichas alucinaciones.

## Desarrollo
- Primera fase

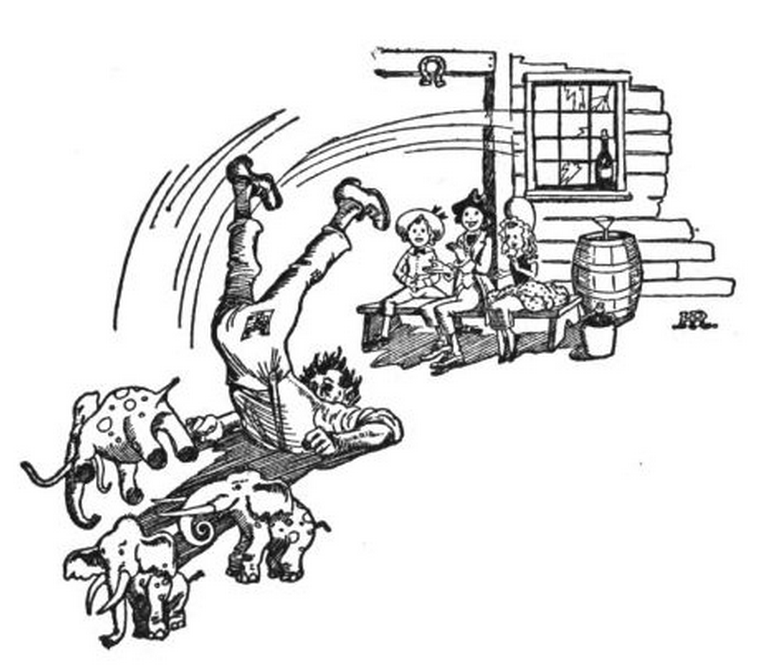
Un hombre con delírium trémens es perseguido por pequeños elefantes rosados. Ilustración de Donald Ogden Stewart (1921).

El síndrome de abstinencia del alcohol comienza entre cinco y seis horas después de dejar de beber y se caracteriza por dolor de cabeza, agitación, temblores graves, náuseas y vómitos, gran sudoración, somnolencia, calambres e incluso alucinaciones.
- Segunda fase

Tiene lugar entre las 15 y las 30 horas, y se caracteriza por los síntomas anteriores y actividad convulsiva.
- Tercera fase

Esta es la que propiamente recibe el nombre de delirium tremens. Cursa con confusión, ilusiones extrañas, alucinaciones muy perturbadoras, agitación, midriasis, diaforesis, taquipnea, hipertermia y taquicardia.
Puede ser mortal (a diferencia de la mayoría del resto de síndromes de abstinencia, si no todos).

## Fisiopatología
El Delirium tremens DT es causado principalmente tras un largo periodo de ingesta de alcohol, seguido de una interrupción repentina y síndrome de abstinencia. También puede manifestarse como consecuencia de un daño cerebral, infección o enfermedad en personas cuyo historial clínico deriva en un abuso de alcohol. Aparte de individuos que sufren alcoholismo, el DT también puede darse tras la interrupción de fármacos tranquilizantes como los barbitúricos y/o benzodiacepinas en individuos con una fuerte adicción a estos.  

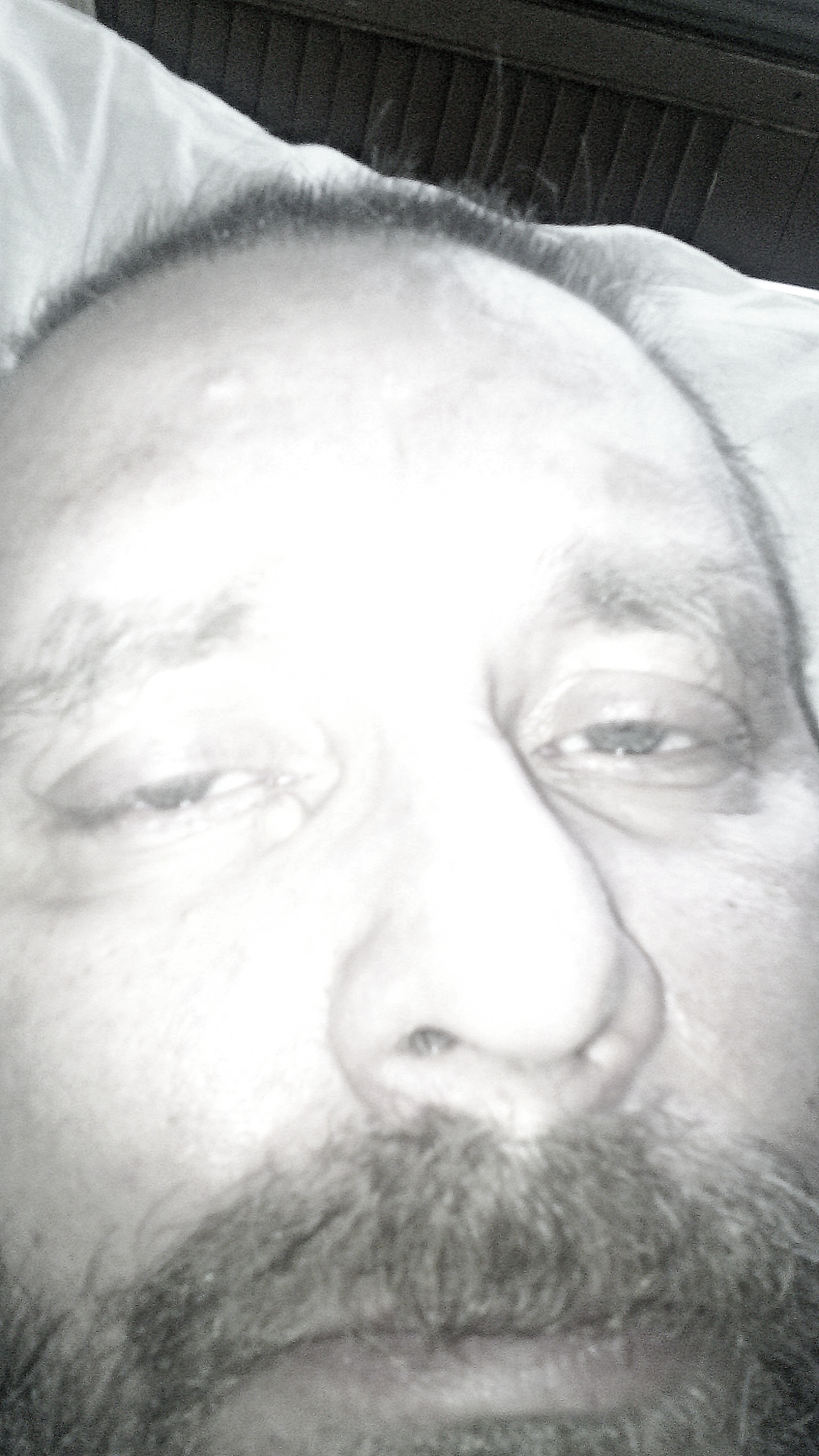
Persona con delirium tremens

Los fármacos hipnóticos o sedativos, así como el alcohol, producen su efecto a través de receptores GABAª del sistema nervioso. Es por ello que el Delirum 
```
Tremens se presenta en el síndrome de abstinencia tanto de alcohol como de barbitúricos y benzodiacepinas. Pero, debido a que comparten el mismo mecanismo de acción, son estos fármacos mencionados los empleados en tratamientos de desintoxicación alcohólica a pesar de causar el mismo efecto.  
```

Tanto el alcohol como los barbitúricos o las benzodiacepinas actúan como moduladores alostéricos positivos en los receptores de GABAª en el cerebro, estimulando este sistema gabaérgico, de tal manera que su uso continuado dará lugar a un “down-regulation” o desensibilización celular y por tanto un cese de la síntesis endógena y salida de los receptores de GABA a la superficie de la membrana.  
La función del sistema gabaérgico es una modulación inhibitoria del potencial de acción en el sistema nervioso y resulta muy importante en la regulación de la frecuencia de contracción del corazón, presión sanguínea y en el umbral de convulsiones, entre otras importantes acciones sobre el sistema nervioso autónomo.  
Los mecanismos de acción del alcohol no son conocidos aún de manera exacta, no obstante se especula que el DT es causado por el efecto mencionado en los receptores GABAª. El consumo prolongado a lo largo del tiempo, y el consecuente estado de sedación crónico, causa una retroalimentación en el cerebro para compensar dicho estado. Así, la desensibilización (“down-regulation”) de los receptores GABAª debida a su constante activación es acompañado de una regulación al alza o sensibilización (“up-regulation”) en la producción de receptores de neurotransmisores excitatorios tales como noradrenalina y glutamato; todos ellos provocan la tolerancia del individuo al alcohol.  
Cuando se interrumpe el consumo de alcohol, el sistema gabaérgico se encuentra sobreestimulado y desensibilizado por la acción del alcohol, por lo que cuando este se ausenta, los receptores que se encuentran en bajo número en la sinapsis apenas son estimulados y por tanto no ejercen su efecto sobre la inhibición del potencial de acción sobre la neurona, de tal manera que la activación de dicho potencial no será inhibido como ocurriría en condiciones normales. A esto se le suma la sensibilización del sistema adrenérgico. Esto provocará una “tormenta adrenérgica” o sobreestimulación por parte del sistema adrenérgico cursando en excitabilidad autonómica y agitación psicomotriz, cuyos efectos pueden ser taquicardia, hipertensión, Hipertermia, Pre-infarto,Arritmia, Ansiedad, Ataques de Pánico, paranoia y Agitación, entre otros.  
Los efectos son agravados por la sensibilización o aumento metabólico del sistema glutamatergico afectando a los receptores excitatorios de NMDA, los cuales pueden dar lugar a una neurotoxicidad por excitotoxicidad, contribuyendo a los síntomas del síndrome de abstinencia que cursan con DT y pudiendo acabar en la muerte del sujeto.  
No obstante, no se descarta la contribución de efectos psicológicos, malnutrición, infecciones u otros desórdenes clínicos relacionados con el alcoholismo como desencadenantes del DT.

## Tratamiento
El tratamiento del delirium tremens suele ser a base de sedantes del tipo Diazepam (Valium), Clonazepam  (Rivotril), Oxazepam y en algunos casos se administran también antipsicóticos (como el Haloperidol) Vía Intravenosa hasta que remiten los síntomas. Si el paciente tiene epilepsia, las convulsiones se tratarán conjuntamente a un especialista (Neurólogo, Psiquiatra). Debido a la causa etílica subyacente, también se suministra Tiamina Vitamina B1,Vitamina B6 y/o Vitamina B12 (100-200 mg/día) por 7-30 días en tabletas, jarabes Vía Oral (VO), excepto por Vía Intravenosa (VO) para evitar un posible síndrome de Wernicke-Korsakoff.